# Andrius Jokšas
Andrius Jokšas (* 12. Januar 1979 in Vilnius) ist ein litauischer Fußballspieler. Er spielt seit 2010 bei Belschyna Babrujsk in der Tschempijanat, der höchsten belarussischen Spielklasse.

## Karriere
Jokšas begann seine Karriere 1995 beim FK Banga Gargždai. Nach einer Saison wechselte er zu Žalgiris-Volmeta Vilnius, den er gleich darauf in Richtung Geležinis Vilkas Vilnius verließ. 1999 unterschrieb er das erste Mal bei VMFD Žalgiris Vilnius. Gleich in seiner ersten Saison konnte der Meistertitel geholt werden.
2000 wechselte er das erste Mal ins Ausland und ging zu Krylja Sowetow Samara nach Russland. Bereits im Sommer wechselte er weiter zu Krywbas Krywyj Rih in die Ukraine, kehrte aber im Januar 2001 nach Samara zurück. Die Rückkehr in die Ukraine ließ nicht lange auf sich warten und wiederum im Sommer kehrte er die Russen den Rücken und unterschrieb bei Arsenal Kiew. Nach einer Herbstsaison verließ er abermals die Ukraine und kehrte zum VMFD Žalgiris Vilnius zurück.
Wieder in der Heimat konnte man Platz vier in der Endtabelle erreichen. Im Januar 2003 wechselte Jokšas wieder nach Russland und spielte bis Sommer 2003 bei Baltika Kaliningrad. Danach stand er beim FK Fakel Woronesch bis Ende des Jahres unter Vertrag. 2004 kehrte er wieder zu Žalgiris zurück. Im Sommer wechselte der rechte Mittelfeldspieler abermals nach Russland, diesmal zu Worskla Poltawa. Für die Saison 2005 kehrte er wieder nach Vilnius zurück und wurde mit Žalgiris Achter der höchsten litauischen Spielklasse.
2006 ging es zu Tawrija Simferopol, wo er zum ersten Mal länger als ein Jahr blieb. In drei Jahren erreichte der Verein mit Jokšas zwei fünfte Plätze und einen achten Platz.
Seit 2010 steht er bei Belschyna Babrujsk in Belarus unter Vertrag.
Für Litauen spielte er bisher 17 Mal und gab sein Debüt bereits 1998.

## Erfolge
- Litauischer Meister 1999